# Кудрявцев, Иван Алексеевич
Кудрявцев Иван Алексеевич (1893, Орловская губерния — 3 февраля 1961, Кривой Рог, Днепропетровская область) — советский хозяйственный и партийный деятель, Председатель Криворожского городского совета (1948—1950).

## Биография
Иван Кудрявцев родился в 1893 году в Орловской губернии, ныне территория Орловской области Российской Федерации.
Получил среднее образование. С 1914 года работал на рудниках Криворожского железорудного бассейна. Участник революционных событий 1917 года, состоял в рядах Красной гвардии. Участник Гражданской войны, воевал на Южном фронте. С начала 1920-х годов отстраивал шахты Кривбасса.
Депутат Криворожского городского Совета депутатов трудящихся с 1926 года.
С 1938 года — секретарь Ежовского (с 1939 года — Центрально-Городского) районного комитета Коммунистической партии (большевиков) Украины, затем — 2-й секретарь Криворожского городского комитета КП(б)У.
В 1941 году — руководитель эвакуации жителей, предприятий и ресурсов города в восточные районы СССР.
В 1941—1943 годах — на руководящих должностях в Курганской области.
В 1943 году входил в состав Криворожской оперативной группы по восстановлению в городе государственной власти, партийных и общественных организаций. С 1943 года — 2-й секретарь Криворожского горкома КП(б)У. Значительно повлиял на восстановление народного хозяйства послевоенного Кривбасса. 
В 1948—1950 годах — председатель Криворожского городского Совета депутатов трудящихся.
В 1950—1960 годах — начальник отдела кадров завода «Криворожсталь».
Иван Алексеевич Кудрявцев умер 3 февраля 1961 года в городе Кривой Рог Днепропетровской области Украинской ССР, ныне Украина.

## Награды
- Орден Трудового Красного Знамени.